# Gran Premio motociclistico di San Marino 1982
Il Gran Premio motociclistico di San Marino fu il penultimo appuntamento del motomondiale 1982.
Si svolse il 5 settembre 1982 sull'Autodromo Internazionale del Mugello e corsero le classi 50, 250, 500 e sidecar.
La vittoria di Eugenio Lazzarini in 50 non fu sufficiente ad impedire a Stefan Dörflinger, secondo, di laurearsi Campione del Mondo della categoria.
Lotta serrata per la vittoria della 250 tra Anton Mang e Carlos Lavado, che si concluse a due giri dal termine della gara a causa di una caduta occorsa al venezuelano, nella quale riportò diverse fratture.
Seconda vittoria stagionale per Freddie Spencer in 500. Nelle prove del venerdì Franco Uncini cadde procurandosi una distorsione alla caviglia destra, che lo costringerà al ritiro in gara, mentre Marco Lucchinelli si fece notare per aver picchiato un commissario di pista che non gli aveva consentito di tornare ai box da una via di servizio (l'episodio si risolse con le scuse di Lucchinelli e una multa di 200 franchi svizzeri). Durante la gara si ritirarono Takazumi Katayama (caduta) e Loris Reggiani (collasso dovuto alla stanchezza) mentre il francese Marc Fontan non partì nemmeno (caduta in prova).
Nei sidecar non partecipò l'infortunato Rolf Biland, la vittoria andò ad Alain Michel e il secondo posto sembrò dapprima consegnare il titolo a Werner Schwärzel; nei giorni successivi la decisione della FIM di considerare valido (con punteggio dimezzato) il tragico GP di Finlandia rimise l'iride in discussione all'ultima gara tra il tedesco e Biland.

## Classe 500

### Arrivati al traguardo
| Pos. | Nº | Pilota            | Squadra                    | Motocicletta | Giri | Tempo      | Griglia | Punti |
| ---- | -- | ----------------- | -------------------------- | ------------ | ---- | ---------- | ------- | ----- |
| 1º   | 28 | Freddie Spencer   | Honda International Racing | Honda        | 25   | 52' 21" 78 | 1       | 15    |
| 2º   | 2  | Randy Mamola      | HB Suzuki                  | Suzuki       | 25   | +17" 70    | 6       | 12    |
| 3º   | 5  | Graeme Crosby     | Marlboro Team Agostini     | Yamaha       | 25   | +24" 65    | 4       | 10    |
| 4º   | 39 | Virginio Ferrari  | HB Suzuki                  | Suzuki       | 25   | +36" 84    | 7       | 8     |
| 5º   | 4  | Jack Middelburg   | Ergon Suzuki Racing        | Suzuki       | 25   | +39" 59    | 9       | 6     |
| 6º   | 1  | Marco Lucchinelli | Honda International Racing | Honda        | 25   | +50" 54    | 3       | 5     |
| 7º   | 8  | Kork Ballington   | Team Kawasaki              | Kawasaki     | 25   | +1' 00" 73 | 16      | 4     |
| 8º   | 20 | Leandro Becheroni |                            | Suzuki       | 25   | +1' 06" 80 | 10      | 3     |
| 9º   | 32 | Sergio Pellandini |                            | Suzuki       | 25   | +1' 34" 41 | 19      | 2     |
| 10º  | 12 | Guido Paci        | MDS Belgarda               | Yamaha       | 25   | +1' 42" 96 | 14      | 1     |
| 11º  | 18 | Graziano Rossi    | Marlboro Team Agostini     | Yamaha       | 25   | +1' 43" 13 | 18      |       |
| 12º  | 22 | Lorenzo Ghiselli  |                            | Suzuki       | 25   | +1' 59" 76 | 12      |       |
| 13º  | 34 | Philippe Coulon   | Coulon Marlboro Tissot     | Suzuki       | 25   | +2' 03" 89 | 15      |       |
| 14º  | 31 | Andreas Hofmann   |                            | Suzuki       | 25   | +2' 04" 09 | 21      |       |
| 15º  | 46 | Walter Migliorati |                            | Suzuki       | 24   | +1 giro    | 28      |       |
| 16º  |    | Peter Huber       |                            | Suzuki       | 24   | +1 giro    | 31      |       |
| 17º  |    | Peter Sjöström    |                            | Suzuki       | 24   | +1 giro    | 35      |       |
| 18º  | 26 | Reinhold Roth     | Wolfgang Kucera            | Suzuki       | 24   | +1 giro    | 30      |       |
| 19º  |    | Pierluigi Rimoldi |                            | Suzuki       | 24   | +1 giro    | 37      |       |

### Non classificato
| Nº | Pilota             | Squadra    | Motocicletta | Giri | Griglia |
| -- | ------------------ | ---------- | ------------ | ---- | ------- |
| 40 | Giovanni Pelletier | Morbidelli | Morbidelli   | 19   | 38      |

### Ritirati
| Nº | Pilota              | Squadra                    | Motocicletta | Griglia |
| -- | ------------------- | -------------------------- | ------------ | ------- |
| 6  | Boet van Dulmen     |                            | Suzuki       | 22      |
| 30 | Loris Reggiani      | Gallina Team Suzuki        | Suzuki       | 11      |
| 14 | Franco Uncini       | Gallina Team Suzuki        | Suzuki       | 2       |
| 16 | Seppo Rossi         |                            | Suzuki       | 23      |
| 21 | Michel Frutschi     | Moto Sanvenero             | Sanvenero    | 20      |
| 24 | Jean Lafond         |                            | Fior         | 13      |
| 29 | Takazumi Katayama   | Honda International Racing | Honda        | 5       |
| 33 | Chris Guy           | Sid Griffiths Racing       | Suzuki       | 17      |
| 36 | Víctor Palomo       |                            | Suzuki       | 34      |
| 45 | Jon Ekerold         |                            | Cagiva       | 29      |
| 51 | Maurizio Massimiani |                            | Suzuki       | 27      |
|    | Oliviero Cruciani   |                            | Suzuki       |         |
|    | Raffaele Pasqual    |                            | Yamaha       | 32      |
|    | Attilio Riondato    |                            | Suzuki       | 36      |
| 35 | Fabio Biliotti      |                            | Suzuki       | 24      |
| 47 | Marco Papa          |                            | Suzuki       | 33      |

### Non partiti
| Nº | Pilota        | Squadra           | Motocicletta | Griglia |
| -- | ------------- | ----------------- | ------------ | ------- |
|    | Edoardo Elias |                   | Yamaha       | 26      |
| 9  | Marc Fontan   | Sonauto Gauloises | Yamaha       | 8       |

### Non qualificati
| Nº | Pilota             | Squadra        | Motocicletta |
| -- | ------------------ | -------------- | ------------ |
| 42 | Peter Looijesteijn | Dr Egel Banden | Suzuki       |
| 44 | Bengt Slydal       |                | Suzuki       |

## Classe 250

### Arrivati al traguardo
| Pos. | Nº | Pilota               | Motocicletta  | Tempo      | Griglia | Punti |
| ---- | -- | -------------------- | ------------- | ---------- | ------- | ----- |
| 1º   | 1  | Anton Mang           | Kawasaki      | 45' 59" 26 | 2       | 15    |
| 2º   | 7  | Jean-Louis Tournadre | Yamaha        | +10" 56    | 3       | 12    |
| 3º   | 3  | Roland Freymond      | MBA           | +12" 19    | 5       | 10    |
| 4º   | 8  | Martin Wimmer        | Yamaha        | +22" 61    | 6       | 8     |
| 5º   | 36 | Massimo Broccoli     | Yamaha        | +33" 24    | 19      | 6     |
| 6º   | 35 | Marcellino Lucchi    | Yamaha        | +41" 15    | 11      | 5     |
| 7º   |    | Reinhold Roth        | Yamaha        | +43" 61    | 24      | 4     |
| 8º   | 5  | Patrick Fernandez    | Bimota-Bartol | +53" 28    | 17      | 3     |
| 9º   | 11 | Thierry Espié        | Pernod        | +56" 73    | 7       | 2     |
| 10º  | 10 | Richard Schlachter   | Yamaha        | +1' 03" 57 | 25      | 1     |
| 11º  | 23 | Jean-Marc Toffolo    | Rotax         | +1' 04" 83 | 16      |       |
| 12º  | 34 | Tony Head            | Waddon-Rotax  | +1' 08" 37 | 29      |       |
| 13º  | 40 | Gabriel Grabia       | Yamaha        | +1' 23" 24 | 27      |       |
| 14º  | 49 | Bruno Lüscher        | Yamaha        | +1' 27" 71 | 31      |       |
| 15º  | 44 | Pierre Bolle         | Yamaha        | +1' 29" 21 | 34      |       |
| 16º  | 24 | Leif Nielsen         | Rotax         | +1' 32" 8  | 36      |       |
| 17º  |    | Paul Harris          | Yamaha        | +1' 59" 6  | 35      |       |
| 18º  | 22 | Karl-Thomas Grässel  | Yamaha        | +1 giro    | 28      |       |
| 19º  |    | Constant Pittet      | Yamaha        |            | 32      |       |

### Ritirati
| Nº | Pilota                 | Motocicletta | Griglia |
| -- | ---------------------- | ------------ | ------- |
| 26 | Pierluigi Conforti     | Kawasaki     | 22      |
| 30 | Jacques Cornu          | Yamaha       | 14      |
| 9  | Didier de Radiguès     | Chevallier   | 4       |
| 21 | Christian Estrosi      | Pernod       | 13      |
| 15 | Paolo Ferretti         | MBA          | 10      |
| 6  | Jean-Louis Guignabodet | Kawasaki     | 20      |
| 4  | Carlos Lavado          | Yamaha       | 1       |
| 37 | Massimo Matteoni       | Yamaha       | 12      |
| 51 | Jean-Michel Mattioli   | Yamaha       | 20      |
| 38 | Siegfried Minich       | Rotax        | 33      |
| 27 | Sito Pons              | Rotax        | 15      |
| 39 | Donnie Robinson        | Yamaha       | 8       |
| 42 | Christian Sarron       | Yamaha       | 9       |
| 14 | Éric Saul              | Chevallier   | 26      |
| 50 | Jeffrey Sayle          | Armstrong    | 23      |
| 29 | Michel Simeon          | Yamaha       | 30      |
| 46 | Maurizio Vitali        | MBA          | 21      |
|    | Luis Miguel Reyes      | Kobas        | 37      |
|    | René Delaby            | Yamaha       | 38      |
| 25 | Franco Marcheggiani    | Yamaha       | 39      |
|    | Fabrizio Fantini       | Rotax        | 40      |
| 32 | Herbert Hauf           | Yamaha       | 41      |
|    | Bengt Elgh             | Yamaha       | 42      |
| 47 | Eero Hyvärinen         | Yamaha       | 43      |
| 48 | Eilert Lundstedt       | Yamaha       | 44      |
| 28 | Johnny Scott           | Yamaha       | 45      |
| 45 | Erich Klein            | MBA          | 46      |

## Classe 50

### Arrivati al traguardo
| Pos. | Nº | Pilota              | Motocicletta | Tempo      | Griglia | Punti |
| ---- | -- | ------------------- | ------------ | ---------- | ------- | ----- |
| 1º   | 18 | Eugenio Lazzarini   | Garelli      | 31' 32" 23 | 1       | 15    |
| 2º   | 3  | Stefan Dörflinger   | Kreidler     | +1" 51     | 2       | 12    |
| 3º   | 8  | Giuseppe Ascareggi  | Minarelli    | +1' 03" 06 | 4       | 10    |
| 4º   | 30 | Massimo de Lorenzi  | Minarelli    | +1' 50" 20 | 6       | 8     |
| 5º   | 4  | Hans-Jürgen Hummel  | Sachs        | +1' 51" 42 | 17      | 6     |
| 6º   | 16 | Otto Machinek       | Kreidler     | +1' 51" 74 | 21      | 5     |
| 7º   | 25 | Reiner Scheidhauer  | Kreidler     | +1' 57" 87 | 11      | 4     |
| 8º   | 43 | Hans Spaan          | Kreidler     | +1' 58"    | 10      | 3     |
| 9º   | 41 | Gerhard Singer      | Kreidler     | +2' 01"    | 12      | 2     |
| 10º  | 26 | Mauro Mordenti      | Rossi        | +2' 01" 48 | 13      | 1     |
| 11º  | 20 | Zdravko Matulja     | Tomos        | +2' 05" 71 | 23      |       |
| 12º  | 38 | Thomas Engl         | Engl         | +1 giro    | 18      |       |
| 13º  | 32 | Chris Baert         | Kreidler     | +1 giro    | 24      |       |
| 14º  | 45 | Giuliano Tabanelli  | GMC          | +1 giro    | 35      |       |
| 15º  | 24 | Paolo Priori        | Paolucci     | +1 giro    | 14      |       |
| 16º  | 35 | Nicola Casadei      | Tomos        | +1 giro    | 26      |       |
| 17º  | 28 | Peter Verbič        | Kreidler     | +1 giro    | 25      |       |
| 18º  | 10 | George Looijesteijn | Kreidler     | +1 giro    | 19      |       |
| 19º  | 47 | Sandro de Rosa      | Villa        | +1 giro    | 27      |       |
| 20º  | 40 | Guido Sala          | MTK          | +1 giro    | 32      |       |
| 21º  | 27 | Jos van Dongen      | Bultaco      | +1 giro    | 33      |       |
| 22º  | 37 | Salvatore Milano    | UFO          | +1 giro    | 29      |       |
| 23º  | 36 | Reiner Koster       | Kreidler     | +2 giri    | 34      |       |

### Ritirati
| Nº | Pilota             | Motocicletta | Griglia |
| -- | ------------------ | ------------ | ------- |
|    | Pascale Buonfante  | Kreidler     | 30      |
| 39 | Enrico Cereda      | Kreidler     | 30      |
| 15 | Ingo Emmerich      | Kreidler     | 22      |
| 48 | Massimo Fargeri    | UFO          | 20      |
| 33 | Joe Genoud         | Kreidler     | 15      |
| 34 | Giuliano Gerani    | BBFT         | 16      |
|    | Claudio Granata    | Kreidler     | 9       |
|    | Rainer Kunz        | FKN          | 7       |
| 9  | Claudio Lusuardi   | Moto Villa   | 3       |
| 31 | Paul Rimmelzwaan   | Kreidler     | 8       |
| 44 | Günter Schirnhofer | Kreidler     | 31      |
| 2  | Theo Timmer        | Bultaco      | 5       |

## Classe sidecar
Nelle prove libere del giovedì un incidente causa a Rolf Biland la frattura della clavicola, costringendolo a saltare la gara. La sua assenza consente a Werner Schwärzel-Andreas Huber di accontentarsi del secondo posto (alle spalle di Michel-Burkhard), sufficiente per diventare matematicamente campioni; la loro corsa è peraltro resa più semplice dal ritiro per problemi meccanici di Egbert Streuer-Bernard Schnieders, partiti in pole.
Dopo il GP di San Marino la classifica era la seguente: Schwärzel 76 punti, Biland 60, Michel 54; il tedesco era quindi aritmeticamente irraggiungibile, visto che mancava una sola gara. Nei giorni successivi arriva però la decisione della FIM di considerare valido il GP di Finlandia, sospeso anzitempo per l'incidente mortale di Jock Taylor, attribuendogli a norma di regolamento un punteggio dimezzato. La nuova graduatoria è: Schwärzel 81, Biland 67,5; il titolo è quindi di nuovo in discussione.

### Arrivati al traguardo
| Pos | Pilota               | Passeggero       | Squadra                    | Sidecar       | Tempo    | Punti |
| --- | -------------------- | ---------------- | -------------------------- | ------------- | -------- | ----- |
| 1   | Alain Michel         | Michael Burkhard |                            | Seymaz-Yamaha | 39'19"25 | 15    |
| 2   | Werner Schwärzel     | Andreas Huber    | Krauser Racing-Team Mering | Seymaz-Yamaha | 39'46"28 | 12    |
| 3   | Masato Kumano        | Kunio Takeshima  |                            | LCR-Yamaha    | 40'06"09 | 10    |
| 4   | Jean-François Monnin | Wolfgang Kalauch | Elf Racing                 | LCR-Yamaha    | 40'13"01 | 8     |
| 5   | Rolf Steinhausen     | Hermann Hahn     | Kuzera Racing              | Busch-Yamaha  | 40'14"01 | 6     |
| 6   | Gérald Corbaz        | Yvan Hunziker    |                            | Busch-Yamaha  |          | 5     |
| 7   | Trevor Ireson        | Donnie Williams  |                            | Ireson-Yamaha |          | 4     |
| 8   | Alfred Zurbrügg      | Martin Zurbrügg  |                            | Seymaz-Yamaha |          | 3     |
| 9   | Patrick Thomas       | Philippe Greffet |                            | Seymaz-Yamaha |          | 2     |
| 10  | Mick Barton          | Nick Cutmore     | Ken Clark Racing           | Yamaha        |          | 1     |